# Eremostachys
Eremostachys este un gen de plante din familia Lamiaceae, ce cuprinde cca. 138 specii, dintre care doar 97 aceptate pe larg.

## Specii
| - Eremostachys acanthocalyx - Eremostachys acaulis - Eremostachys adenantha - Eremostachys adpressa - Eremostachys affinis - Eremostachys alberti - Eremostachys ambigua - Eremostachys ammophila - Eremostachys andersii - Eremostachys angreni - Eremostachys anisochila - Eremostachys aralensis - Eremostachys arctiifolia - Eremostachys ariana - Eremostachys azerbaijanica - Eremostachys baburii - Eremostachys bachardenica - Eremostachys badakshanica - Eremostachys baissunensis - Eremostachys bamianica - Eremostachys beckeri - Eremostachys boissieriana - Eremostachys botschantzevii - Eremostachys bungei - Eremostachys cabulica - Eremostachys calophyta - Eremostachys canescens - Eremostachys cephalariifolia - Eremostachys cilicica - Eremostachys codonocalyx - Eremostachys cordifolia - Eremostachys czuiliensis - Eremostachys desertorum - Eremostachys dielsii - Eremostachys discolor - Eremostachys diversifolia - Eremostachys dshungarica - Eremostachys dzhambulensis - Eremostachys ebracteolata - Eremostachys edelbergii - Eremostachys eriocalyx - Eremostachys eriolarynx - Eremostachys fetisowi - Eremostachys freitagii - Eremostachys fulgens - Eremostachys ghorana - Eremostachys glabra - Eremostachys glanduligera - Eremostachys gymnocalyx - Eremostachys gymnoclada - Eremostachys gypsacea - Eremostachys hajastanica - Eremostachys hissarica - Eremostachys hyoscyamoides - Eremostachys iberica - Eremostachys iliensis - Eremostachys impressa - Eremostachys integior - Eremostachys isochila - Eremostachys ispahanica - Eremostachys jakkahaghi - Eremostachys kaufmanniana - Eremostachys korovinii - Eremostachys krauseana | - Eremostachys labiosa - Eremostachys labiosiformis - Eremostachys labiosissima - Eremostachys laciniata - Eremostachys lanata - Eremostachys laevigata - Eremostachys lehmanniana - Eremostachys leiocalyx - Eremostachys lindbergii - Eremostachys loasaefolia - Eremostachys macrochila - Eremostachys macrophylla - Eremostachys mogianica - Eremostachys molucelloides - Eremostachys napuligera - Eremostachys nerimani - Eremostachys nuda - Eremostachys olgae - Eremostachys paniculata - Eremostachys paropamisica - Eremostachys pauciflora - Eremostachys pectinata - Eremostachys persimilis - Eremostachys phlomoides - Eremostachys pinnatifida - Eremostachys podlechii - Eremostachys popovii - Eremostachys pulchra - Eremostachys pulvinaris - Eremostachys pyramidalis - Eremostachys rastagalensis - Eremostachys regeliana - Eremostachys rotala - Eremostachys salangensis - Eremostachys sanglechensis - Eremostachys sanguinea - Eremostachys sarawschanica - Eremostachys schugnanica - Eremostachys septentrionalis - Eremostachys sewerzovii - Eremostachys sharifii - Eremostachys sogdiana - Eremostachys speciosa - Eremostachys spectabilis - Eremostachys stenocalycina - Eremostachys stocksii - Eremostachys subspicata - Eremostachys superba - Eremostachys tadshikistanica - Eremostachys taschkentica - Eremostachys thyrsiflora - Eremostachys tianschanica - Eremostachys tournefortii - Eremostachys transiliensis - Eremostachys transjordanica - Eremostachys transoxana - Eremostachys transjordanica - Eremostachys transoxana - Eremostachys trautvetteriana - Eremostachys tuberosa - Eremostachys uniflora - Eremostachys vacillans - Eremostachys vicaryi - Eremostachys vulnerans - Eremostachys zenaidae |